# 臨洮府
临洮府，金朝至清朝乾隆初年的府。
金朝皇统二年（1142年），改熙州为临洮府。元朝，属巩昌总帅府，下领两县：狄道县、渭源县。泰定元年（1324年）九月改为临洮路。明朝洪武二年（1369年）九月，改为临洮府，屬陝西，治所在狄道县，下辖两州（兰州、河州）、三县（狄道县、渭源县、金县）。清朝時屬甘肅，乾隆三年（1738年），临洮府移治，改为兰州府。

## 临洮尹
金代
- 庞迪（1142年—1147年）
- 徒单合喜（1148年）
- 完顏習不主（1150年）
- 讹古乃（1152年）
- 徒单拔改（1153年）
- 仆散忠义（1154年—1159年）
- 刘萼（1160年）
- 庞迪（1161年—1163年）
- 移剌成（1164年—1168年）
- 张中彦（1168年—1172年）
- 石抹卞（1175年—1176年）
- 完颜璋（1178年—1179年）
- 石抹荣（1180年—1181年）
- 完颜让（1184年—1185年）
- 移剌慥（1186年—1187年）
- 仆散揆（1190年—1193年）
- 完颜宗道（1202年—1203年）
- 石抹仲温（1205年—1208年）
- 孛术鲁德裕（1214年）
- 移剌塔不也（1214年）
- 完颜赛不（1215年）
- 陀满胡土门（1215年—1216年）
- 完颜承裔（1216年—1217年）
- 石盏合喜（1218年—1219年）
- 完颜承裔（1219年—1220年）
- 女奚烈古里间（1220年—1222年）
- 陀满胡土门（1226年—1227年）[4]

## 延伸阅读
[在维基数据编辑]
 《欽定古今圖書集成·方輿彙編·職方典·臨洮府部》，出自陈梦雷《古今圖書集成》